# لوتشو غونزاليز

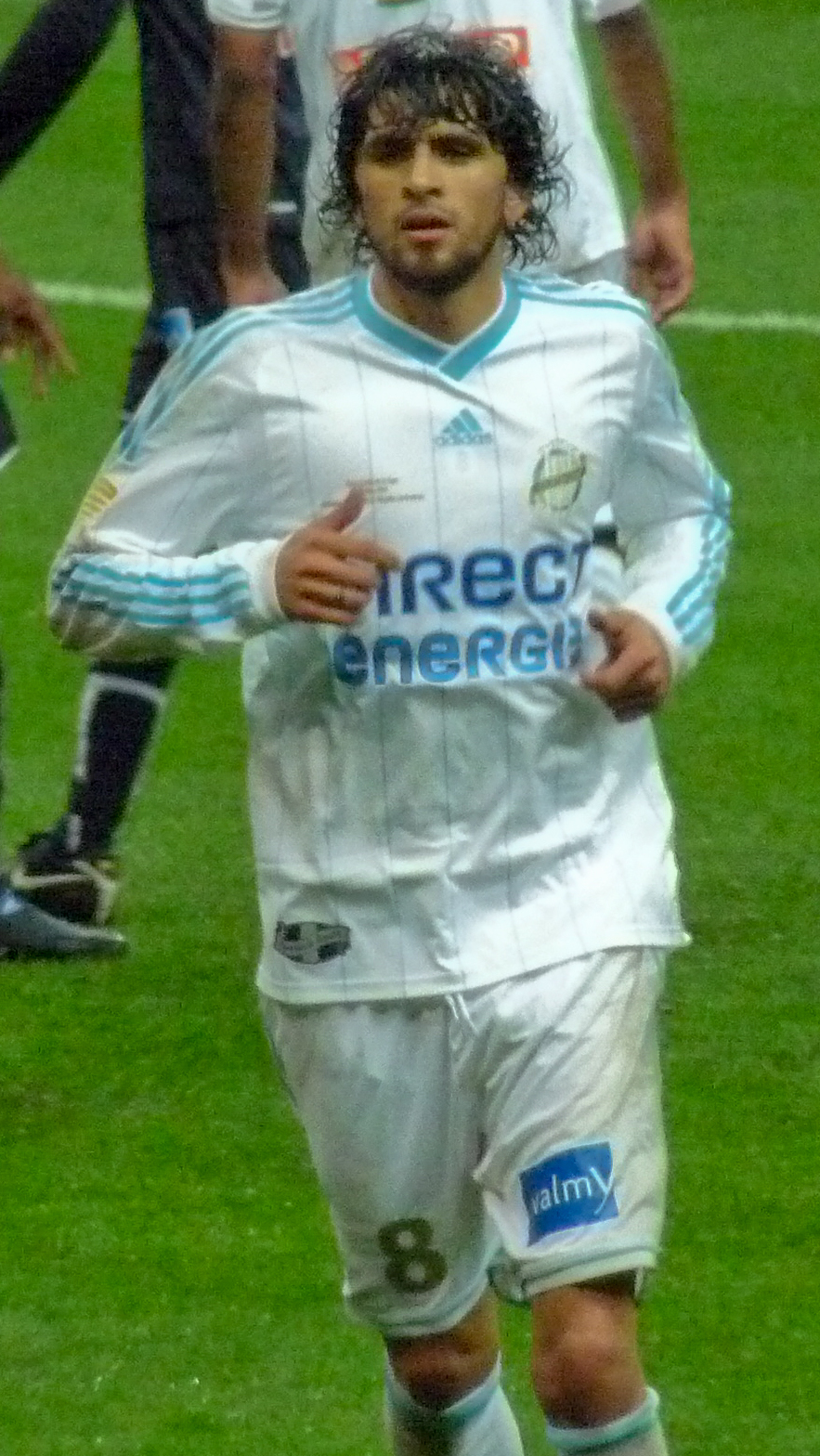
لوتشو غونزاليز

لوتشو أوسكار غونزاليز (بالإسبانية: Luis Óscar "Lucho" González)‏ (مواليد 19 يناير 1981 في بوينس آيرس - الأرجنتين) لاعب كرة قدم أرجنتيني يلعب حاليا لصالح نادي الدرجة الممتازة بورتو البرتغالي منذ 2012 في مركز الوسط المهاجم.

## روابط خارجية
- لوتشو غونزاليز على موقع الاتحاد الدولي (مؤرشف)  (الإنجليزية)
- لوتشو غونزاليز على موقع الاتحاد الأوربي (الإنجليزية)
- لوتشو غونزاليز على موقع إي إس بي إن إف سي (الإنجليزية)
- لوتشو غونزاليز على موقع قاعدة بيانات كرة القدم.إي يو (الإنجليزية)
- لوتشو غونزاليز على موقع ليكيب (الفرنسية)
- لوتشو غونزاليز على موقع ناشيونال فوتبول تيمز (الإنجليزية)
- لوتشو غونزاليز على موقع Soccerbase.com (لاعب) (الإنجليزية)
- لوتشو غونزاليز على موقع Soccerway.com (الإنجليزية)
- لوتشو غونزاليز على موقع عالم كرة القدم.نت (الإنجليزية)
- لوتشو غونزاليز على موقع أوليمبيديا (الإنجليزية)